# Rolle-tétel
A matematikai analízisben a Rolle-tétel vagy Rolle-féle középértéktétel az egyik fontos és gyakran alkalmazott tétel, ami egy intervallumon értelmezett differenciálható függvény „vízszintes” érintőjének (azaz a derivált zérushelyének) létezésére ad elégséges feltételt.

## A tétel

Ábra Rolle tételéhez

Ha az {\displaystyle f} függvény folytonos az {\displaystyle [a,b]} intervallumban, differenciálható az intervallum belső pontjaiban és
{\displaystyle f(a)=f(b)},
akkor van olyan {\displaystyle a<c<b} szám, hogy
{\displaystyle f'(c)=0}
teljesül.

## Bizonyítása
Ha az {\displaystyle f} függvény az {\displaystyle (a,b)} intervallumon végig az {\displaystyle f(a)=f(b)} értéket veszi fel, akkor konstans, tehát deriváltja mindenütt 0.
Tegyük fel, hogy egy pontban {\displaystyle f} értéke ettől eltér. Az általánosság megszorítása nélkül feltehető, hogy ez az érték nagyobb {\displaystyle f(a)=f(b)}-nél (ellenkező esetben ugyanezt a gondolatmenetet a {\displaystyle -f} függvényre kell alkalmaznunk). A Weierstrass-tétel szerint a függvény az {\displaystyle [a,b]} intervallumban valahol felveszi maximumát. Legyen {\displaystyle c} egy ilyen pont. {\displaystyle c} nem lehet {\displaystyle a}-val vagy {\displaystyle b}-vel egyenlő, mert akkor lenne nála nagyobb értékű hely, ami ellentmond {\displaystyle f(c)} maximális tulajdonságának. Mivel {\displaystyle f} a {\displaystyle c}-ben (mely az értelmezési tartomány belső pontjában van) differenciálható és ott maximuma van, ezért a szélsőértékekre vonatkozó Fermat-tétel miatt ott a deriváltja 0.

## Általánosításai
A Rolle-tétel érvényes tetszőleges intervallumon értelmezett differenciálható függvény esetén is, amennyiben a két végpont függvényértékének egyenlőségét a határértékek egyenlősége váltja fel.
Tétel – Az f : {\displaystyle I}{\displaystyle \rightarrow }R intervallumon értelmezett, belül differenciálható függvény esetén létezik olyan ξ ∈ {\displaystyle I} pont, hogy f '( ξ ) = 0, feltéve, hogy létezik az limα f és limβ f határérték és limα f = limβ f , ahol α és β a {\displaystyle I} két végpontja.
Bizonyítás. Indirekt módon tegyük fel, hogy minden x ∈ int({\displaystyle I}) belső pont esetén f '(x) > 0 vagy f '(x) < 0. Ekkor speciálisan az is igaz, hogy minden x ∈ int({\displaystyle I})-re f '(x) > 0 vagy minden x ∈ int( {\displaystyle I} )-re f '(x) < 0, ugyanis ha lenne a < b int({\displaystyle I})-beli elem, hogy f '(a) és f '(b) ellenkező előjelű (nem nulla), akkor a Darboux-tételt alkalmazva lenne olyan c pont az [a,b] zárt halmazon, hogy f '(c) = 0, ami ellentmond az indirekt feltételnek. Ha ezzel szemben f az int({\displaystyle I}) halmazon állandó előjelű, akkor szigorúan monoton, ami meg annak mond ellent, hogy limα f = limβ f, tehát mindenképpen ellentmondásra jutunk.
Ilyen például az
{\displaystyle x\mapsto e^{-x^{2}}}
függvény.
Egy másik általánosítás a differenciálhatósági feltételen lazít.
Tétel – Ha az f : [a,b]{\displaystyle \rightarrow }R korlátos, zárt intervallumon értelmezett folytonos függvény olyan, hogy f(a) = f(b) és az I minden belső pontjában vagy differenciálható f, vagy a különbségi hányadosnak létezik +∞ vagy -∞ értékű határértéke, akkor létezik olyan ξ ∈ int({\displaystyle I}) pont, hogy f '(ξ) = 0.
Ilyen például a [-2,2]-n értelmezett
{\displaystyle x\mapsto \mathrm {sgn} (1-x^{2}){\sqrt {|1-x^{2}|}}}
függvény.
A tétel fontos általánosítása még a Lagrange-féle középértéktétel is, mely (a tétel jelöléseivel)
{\displaystyle {\frac {f(b)-f(a)}{b-a}}}
meredekségű érintő létezésére ad elégséges feltételt (f(b)=f(a) esetén persze megkapjuk a Rolle-tételt).